# Brandfjärden
Brandfjärden är en fjärd i Stockholms södra skärgård. Den sträcker sig från Bullerön i söder upp till Skarp-Runmarn i norr. Den begränsas i väster av Runmarö och i öster av Sandhamn och Brandskärgården.